# Самсун
Самсун (на турски: Samsun) е град в Северна Турция на Черно море, четиринадесети по големина в страната, административен център на едноименния вилает Самсун. Пощенският му код е 55080. Бивше гръцко селище, градът е най-известен като мястото, където Мустафа Кемал Ататюрк започва войната за независимост на Турция през 1919 г.

## География
Населението на града е 802 011 жители, а на областта – 1 250 076 (2010 г.) при площ от 9083 км². Градът се простира в издължена форма между делтите на реките Къзълърмак (Червена река) и Йешилърмак (Зелена река). Първата е сред най-дългите реки в Анадолското плато.

## Климат
Самсун има типичен черноморски климат с високо и равномерно разпределение на валежите през годината. Лятото е топло и влажно, а средната максимална температура е около 27 °C (81 °F) през август. Зимата е хладна и влажна, а най-ниската средна минимална температура е около 3 °C (37 °F) през януари.
Валежите са най-интензивни в края на есента и началото на зимата. Снежната покривка е доста между месеците декември и март, но това обикновено зависи изключително от годината, и много рядко се задържа температура под 0 градуса за повече от 3 – 4 дни.
Температурата на водата, както и върху останалата част на Черноморското крайбрежие на Турция, се колебае между 8 ° и 20 °C (68 °F) през цялата година.

## Икономика
Градът има смесена икономика с лека индустриална зона към летището. Основните произвеждани продукти са медицински уреди и изделия, мебели, тютюневи изделия (въпреки че отглеждането на тютюн днес е ограничено от правителството), химикали и резервни части за автомобили. В Самсун се намира и най-голямото пристанище по турското черноморие.

## Образование
Има 2 университета в Самсун: Ондокуз Майъс Юниверсите и Джанък Башаръ юниверсите.

## Спорт
Представителният футболен отбор на града носи името Самсунспор. Той е сред най-популярните турски футболни тимове. Самсунспор има 30 сезона в Турска Суперлига.

## Побратимени градове
- Дар ес Салаам, Танзания
- Калмар, Швеция

## Личности
Родени в Самсун
- Бедрос Агопян, 26-годишен, македоно-одрински опълченец, 12 лозенградска дружина, носител на орден „За храброст“ ІV степен[1]
- Неокосмос Григориадис (1878 – 1967), гръцки офицер, деец на гръцката въоръжена пропаганда в Македония
- Сефо (р. 1998), турски певец